# Gliwice-csatorna
A Gliwice-csatorna lengyelül Kanał Gliwicki, németül Gleiwitzer Kanal egy csatorna amely az Odera folyóba csatlakozik Gliwice városnál Sziléziában. Más néven  Felső-szileziai csatorna  vagy Kanał Górnośląski, Oberschlesischer Kanal, 1935-1939 között Kłodnicki csatornának is nevezték.

## Adatok
A csatorna hossza mintegy 42 km, maximális mélysége 3,5 méter, szélessége 38 méter, a hajók számára megengedett legnagyobb sebesség 6 km/óra, a tengerszint feletti magassága 43,6 méter. A naptári év folyamán 270 napon át hajózható (március 15-december 15 között).
Zsilipek:
1. Łabędynál
2. Dzierżnonál
3. Rudziniecnél
4. Sławięcicenél
5. Nowa Wieśnél
6. Kłodnicanál

A csatorna Kędzierzyn-Koźlenánál indul és Gliwicénél ér véget. Áthalad az Opole Vajdaságon és a Szileziai Vajdaságon.
Vize a Kłodnica folyóból  és a környező tavakból: Dzierżno Duże és Dzierżno Małe ered.

## Története
A Gliwice-csatorna Felső-Sziléziában a náci Németország idején épült. Miután a Kłodnicki- csatorna elavult, úgy döntöttek 1934-ben, hogy építenek újat, 1937-ben zárták le a régit. Az új csatorna, németül Gleiwitzer Kanal  1935-1939 között épült meg. 1939 december 8-án nevezték át Adolf Hitler-csatornára náci vezér tiszteletére, ezt Rudolf Heß jelenlétében tették meg. Azt tervezték, hogy a Duna-Odera-csatorna ezzel a projekttel megvalósul. A második világháború után ismét lengyel terület lett a potsdami konferencia döntése szerint.
Körülbelül ötven fős személyzet üzemelteti a csatornát. Közel 700.000 tonna anyagot, árut  szállítanak rajta évente. Azt tervezik, hogy korszerűsítik ismét a Gliwice-csatornát.

## Fordítás
- Ez a szócikk részben vagy egészben  a   Gliwica Canal című angol Wikipédia-szócikk ezen változatának fordításán alapul.  Az eredeti cikk szerkesztőit annak laptörténete sorolja fel. Ez a jelzés csupán a megfogalmazás eredetét és a szerzői jogokat jelzi, nem szolgál a cikkben szereplő információk forrásmegjelöléseként.